# Туреччина на зимових Олімпійських іграх 2002
Туреччина брала участь у Зимових Олімпійських іграх 2002 року в Солт-Лейк-Сіті (США) в тринадцятий раз за свою історію, але не завоювала жодної медалі.